# Losne
Losne est une commune française située dans le canton de Brazey-en-Plaine du département de la Côte-d'Or en région Bourgogne-Franche-Comté.

## Géographie
La commune de Losne regroupe trois villages distincts :
- Losne, situé en face de Saint-Jean-de-Losne, au débouché du pont sur la Saône et dont elle constitue un faubourg, siège de la mairie et de l'église, zone en grande partie inondable.
- Maison-Dieu, sur une légère terrasse au-dessus des secteurs inondables, au centre de la commune. S'y trouvent l'école et les installations sportives.
- Chaugey, dans le prolongement de Maison-Dieu le long de la route de Seurre. On y trouve la gare de Chaugey.

### Climat
Pour des articles plus généraux, voir Climat de la Bourgogne-Franche-Comté et Climat de la Côte-d'Or.
En 2010, le climat de la commune est de type climat océanique dégradé des plaines du Centre et du Nord, selon une étude du Centre national de la recherche scientifique s'appuyant sur une série de données couvrant la période 1971-2000. En 2020, Météo-France publie une typologie des climats de la France métropolitaine dans laquelle la commune est exposée à un climat semi-continental et est dans la région climatique  Bourgogne, vallée de la Saône, caractérisée par un bon ensoleillement (1 900 h/an), un été chaud (18,5 °C), un air sec au printemps et en été et des vents faibles. 
Pour la période 1971-2000, la température annuelle moyenne est de 10,8 °C, avec une amplitude thermique annuelle de 17,6 °C. Le cumul annuel moyen de précipitations est de 821 mm, avec 11,1 jours de précipitations en janvier et 7,6 jours en juillet. Pour la période 1991-2020, la température moyenne annuelle observée sur la station météorologique de Météo-France la plus proche, « Pagny-le-chateau », sur la commune de Chamblanc à 12 km à vol d'oiseau, est de 11,7 °C et le cumul annuel moyen de précipitations est de 802,0 mm,. Pour l'avenir, les paramètres climatiques de la commune estimés pour 2050 selon différents scénarios d'émission de gaz à effet de serre sont consultables sur un site dédié publié par Météo-France en novembre 2022.

## Urbanisme

### Typologie
Au 1er janvier 2024, Losne est catégorisée bourg rural, selon la nouvelle grille communale de densité à 7 niveaux définie par l'Insee en 2022.
Elle est située hors unité urbaine. Par ailleurs la commune fait partie de l'aire d'attraction de Dijon, dont elle est une commune de la couronne,. Cette aire, qui regroupe 333 communes, est catégorisée dans les aires de 200 000 à moins de 700 000 habitants,.

### Occupation des sols
L'occupation des sols de la commune, telle qu'elle ressort de la base de données européenne d’occupation biophysique des sols Corine Land Cover (CLC), est marquée par l'importance des territoires agricoles (57,6 % en 2018), une proportion sensiblement équivalente à celle de 1990 (58,4 %). La répartition détaillée en 2018 est la suivante : 
terres arables (54,3 %), forêts (30,9 %), zones urbanisées (7,2 %), milieux à végétation arbustive et/ou herbacée (3,2 %), prairies (2,2 %), zones agricoles hétérogènes (1,1 %), eaux continentales (1,1 %). L'évolution de l’occupation des sols de la commune et de ses infrastructures peut être observée sur les différentes représentations cartographiques du territoire : la carte de Cassini (XVIIIe siècle), la carte d'état-major (1820-1866) et les cartes ou photos aériennes de l'IGN pour la période actuelle (1950 à aujourd'hui).

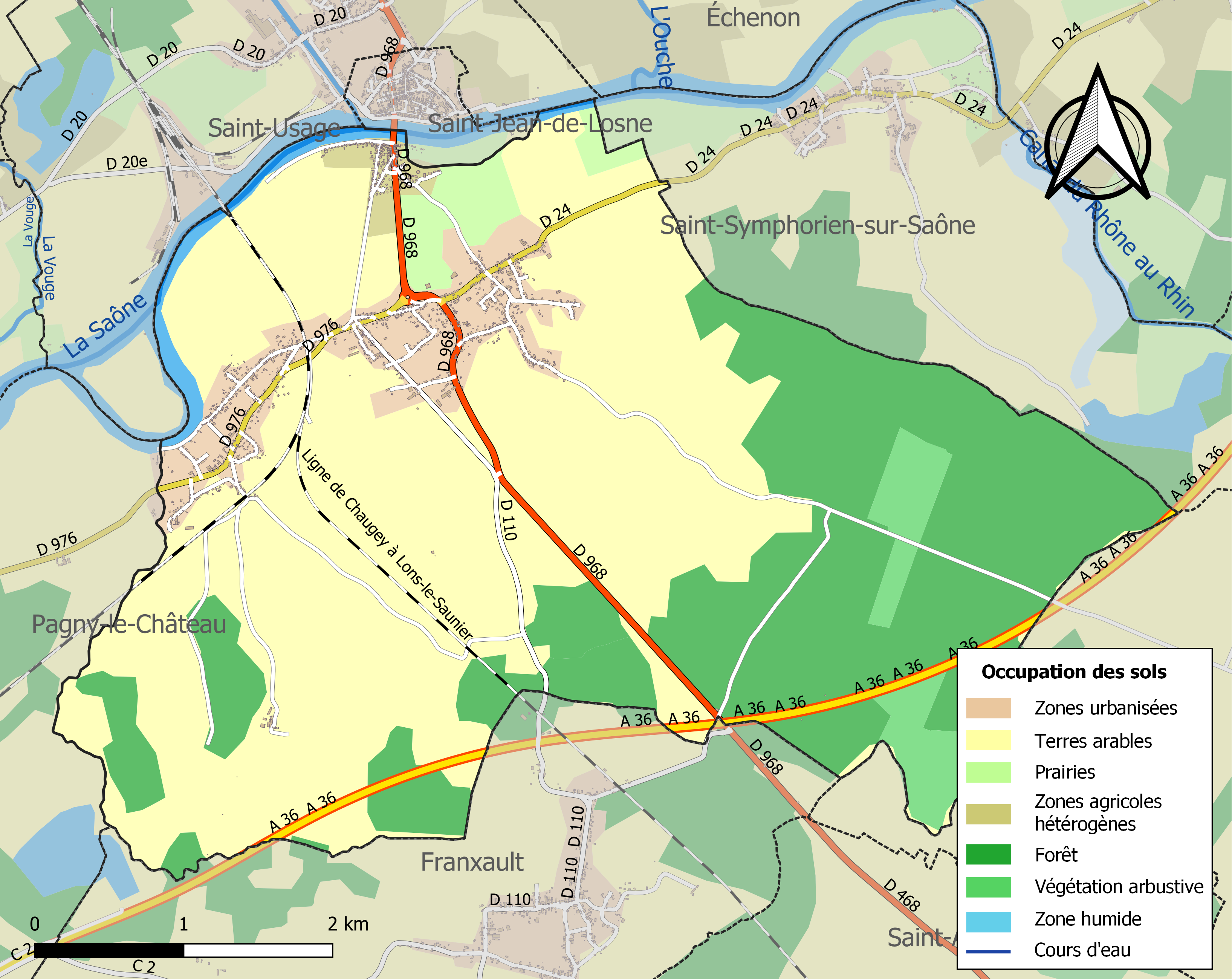
Carte des infrastructures et de l'occupation des sols de la commune en 2018 (CLC).

## Histoire
Losne est éponyme de l'abbaye de Saint-Jean-de-Losne sur l'autre rive de la Saône, cocathédrale de l'évêché de Chalon du VIe ou VIIe siècle jusqu'au milieu du XVIIIe siècle.
En 1162 le roi Louis VII rencontre à Losne l’empereur Frédéric Barberousse, espérant trouver une solution au problème du schisme opposant le pape Alexandre III et l'antipape Victor IV
Il existait une abbaye Sainte-Marie de Losnes, fondée par un roi des Francs du nom de Thierry - qui pourrait être l'un ou l'autre des quatre Thierry de la dynastie mérovingienne, mais plus vraisemblablement Thierry II mort en 613.

## Politique et administration

### Liste des maires
| Période                                  | Période    | Identité             | Étiquette | Qualité              |
| ---------------------------------------- | ---------- | -------------------- | --------- | -------------------- |
| avant 1964                               | après 1970 | M. Alexandre Deporte |           | Instituteur          |
| avant 1966                               | après 1970 | M. Louis Lhuissier   |           | Agriculteur          |
| mars 2001                                | 2014       | M. Yvan Zadoinoff    |           |                      |
| mars 2014                                | 2019       | M. Louis Lhuissier   | SE        | Agriculteur retraité |
| mars 2019                                | En cours   | Mme Laurence Brébant | SE        |                      |
| Les données manquantes sont à compléter. |            |                      |           |                      |

## Démographie
L'évolution du nombre d'habitants est connue à travers les recensements de la population effectués dans la commune depuis 1793. Pour les communes de moins de 10 000 habitants, une enquête de recensement portant sur toute la population est réalisée tous les cinq ans, les populations de référence des années intermédiaires étant quant à elles estimées par interpolation ou extrapolation. Pour la commune, le premier recensement exhaustif entrant dans le cadre du nouveau dispositif a été réalisé en 2006.

En 2022, la commune comptait 1 712 habitants, en évolution de +6,01 % par rapport à 2016 (Côte-d'Or : +0,82 %, France hors Mayotte : +2,11 %).
| 1793  | 1800 | 1806 | 1821  | 1831  | 1836  | 1841  | 1846  | 1851  |
| ----- | ---- | ---- | ----- | ----- | ----- | ----- | ----- | ----- |
| 1 028 | 998  | 940  | 1 013 | 1 041 | 1 135 | 1 277 | 1 309 | 1 417 |

| 1856  | 1861  | 1866  | 1872  | 1876  | 1881  | 1886  | 1891  | 1896  |
| ----- | ----- | ----- | ----- | ----- | ----- | ----- | ----- | ----- |
| 1 350 | 1 323 | 1 367 | 1 319 | 1 281 | 1 214 | 1 122 | 1 122 | 1 100 |

| 1901  | 1906  | 1911  | 1921  | 1926  | 1931  | 1936  | 1946  | 1954  |
| ----- | ----- | ----- | ----- | ----- | ----- | ----- | ----- | ----- |
| 1 103 | 1 124 | 1 046 | 1 044 | 1 045 | 1 041 | 1 087 | 1 020 | 1 030 |

| 1962  | 1968  | 1975  | 1982  | 1990  | 1999  | 2006  | 2011  | 2016  |
| ----- | ----- | ----- | ----- | ----- | ----- | ----- | ----- | ----- |
| 1 106 | 1 108 | 1 172 | 1 307 | 1 334 | 1 347 | 1 454 | 1 634 | 1 615 |

| 2021  | 2022  | - | - | - | - | - | - | - |
| ----- | ----- | - | - | - | - | - | - | - |
| 1 673 | 1 712 | - | - | - | - | - | - | - |

## Lieux et monuments
- Église de l'Assomption
- Mairie
- Saône
- Château de La Borde, aujourd'hui démoli, propriété des Martenne au XVIIIe siècle et des Evrat et Tournouër aux XIXe et XXe siècles.

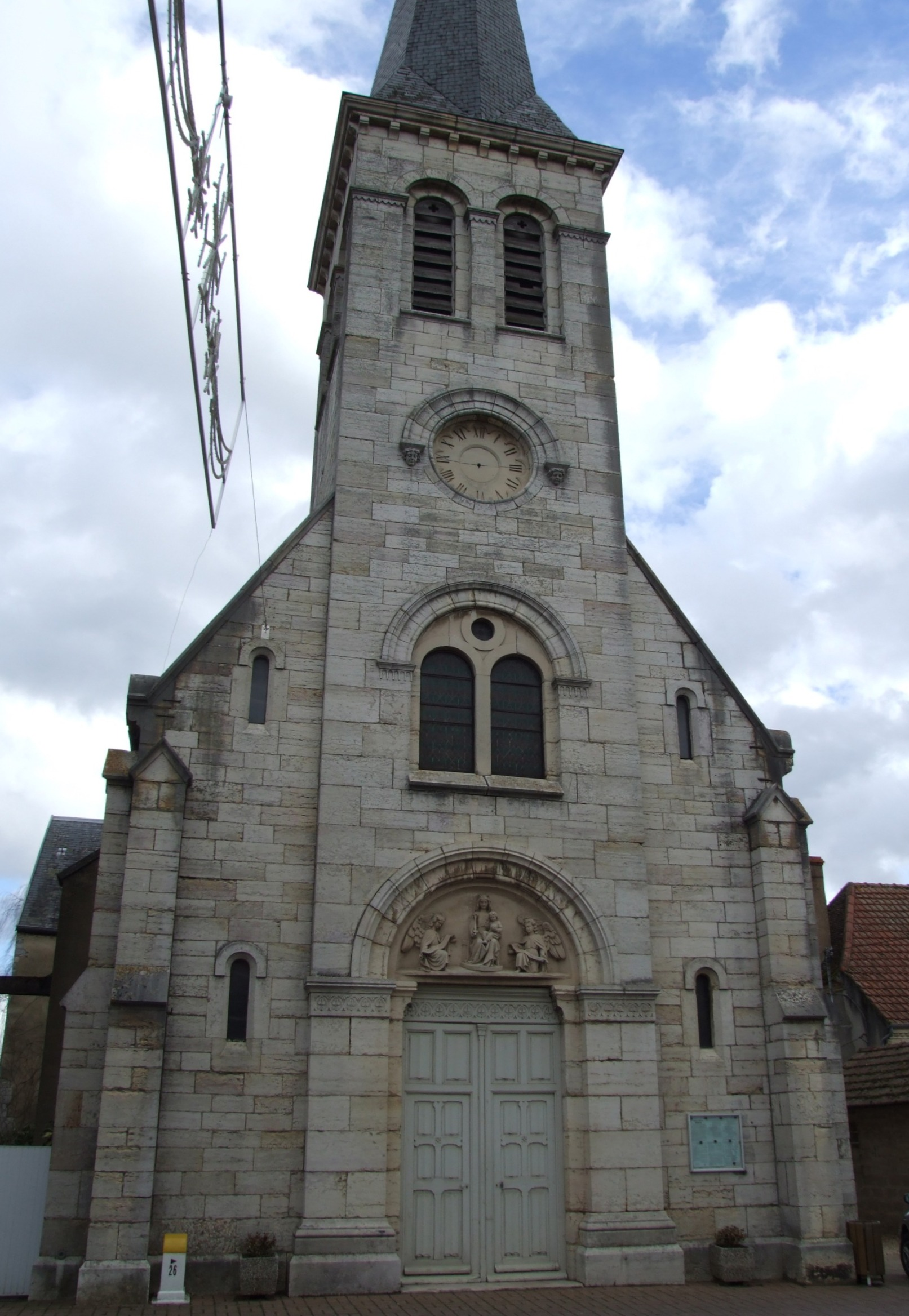
Église
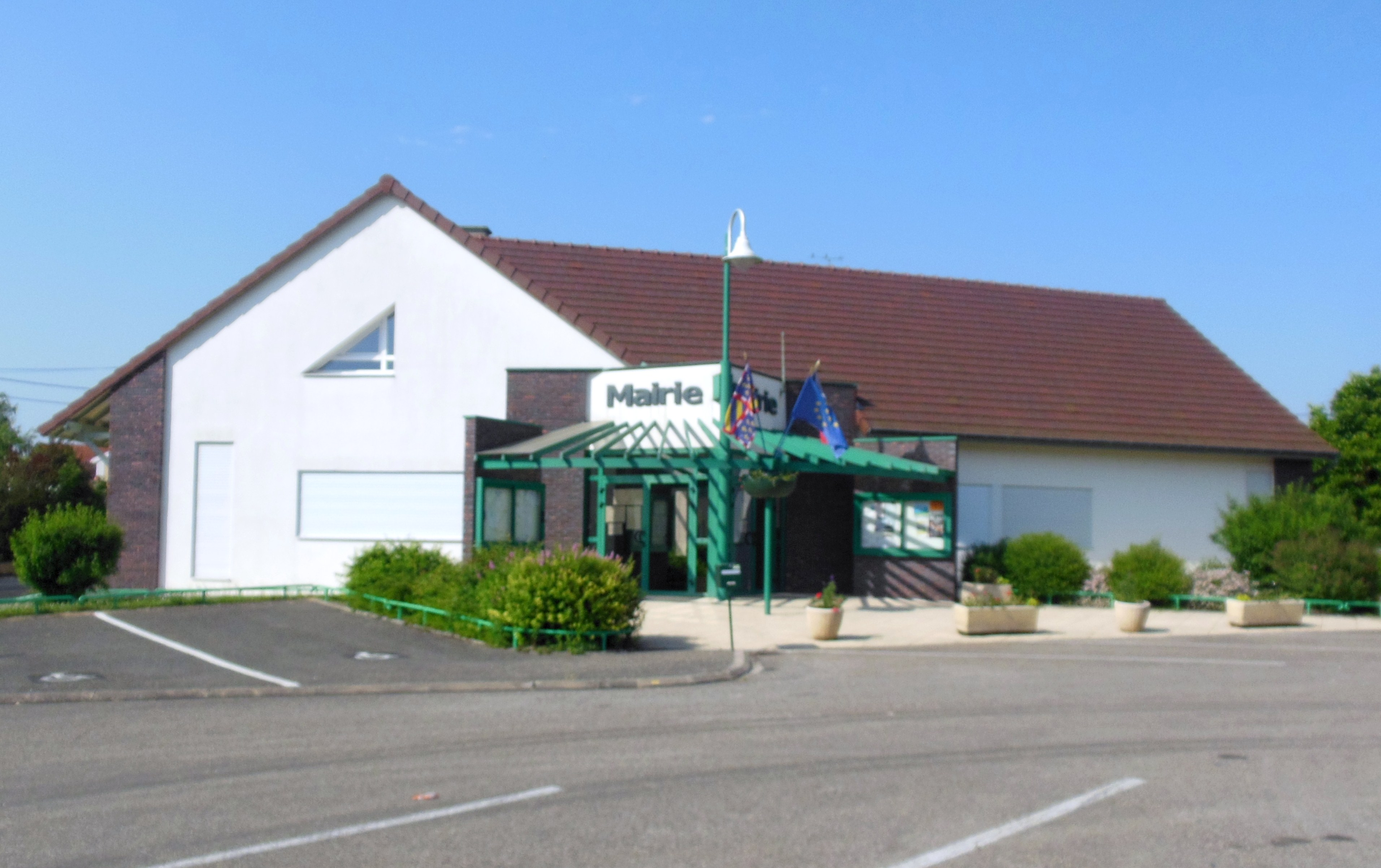
Mairie

## Personnalités liées à la commune
- Jean-Alexis Evrat, médecin accoucheur et propriétaire du château de La Borde.
- Jacques-Simon Tournouër, Conseiller d'État et député de la Cote d'Or, gendre de J-A. Evrat.
- Jacques-Raoul Tournouër, géologue et président de la Société géologique de France, fils de J-S. Tournouër et propriétaire du château de La Borde au hameau de Chaugey